# Thym citron
Thymus ×citriodorus
Hybride
Classification phylogénétique
Le thym citron (Thymus ×citriodorus) est une espèce de plantes à fleurs de la famille des Lamiacées. C'est un hybride de thym utilisé en tisane ou en cuisine, notamment pour parfumer et relever les plats. En outre, les feuilles sont également utilisées pour la préparation de salades ou encore de sauces parfumées.
Il s'agit d'une plante aromatique citronnée et possédant de petites feuilles. Cette plante serait issue du croisement entre Thymus pulegioides et Thymus vulgaris mais cela est sujet à caution. 

## Description
C'est un sous-arbrisseau dont les feuilles ont un goût citronné (comme son nom l'indique) et sont plus larges et plus rondes que celles de ses consœurs. Selon les hybrides, il présente un feuillage dense panaché de jaune or (Bertram Anderson) ou vert doré (Golden Dwarf) et atteint 15 à 20 cm de hauteur. Sauvage sur la côte méditerranéenne, le thym citron a, à l'automne, des fleurs de couleur pourpre ou lilas.
Sa zone de rusticité se situe entre 5 et 8.

## Utilisation
On l'utilise en cuisine, naturellement. Le thym citron possède de nombreuses propriétés : il est antiseptique, antitussif et même cicatrisant.[réf. nécessaire]

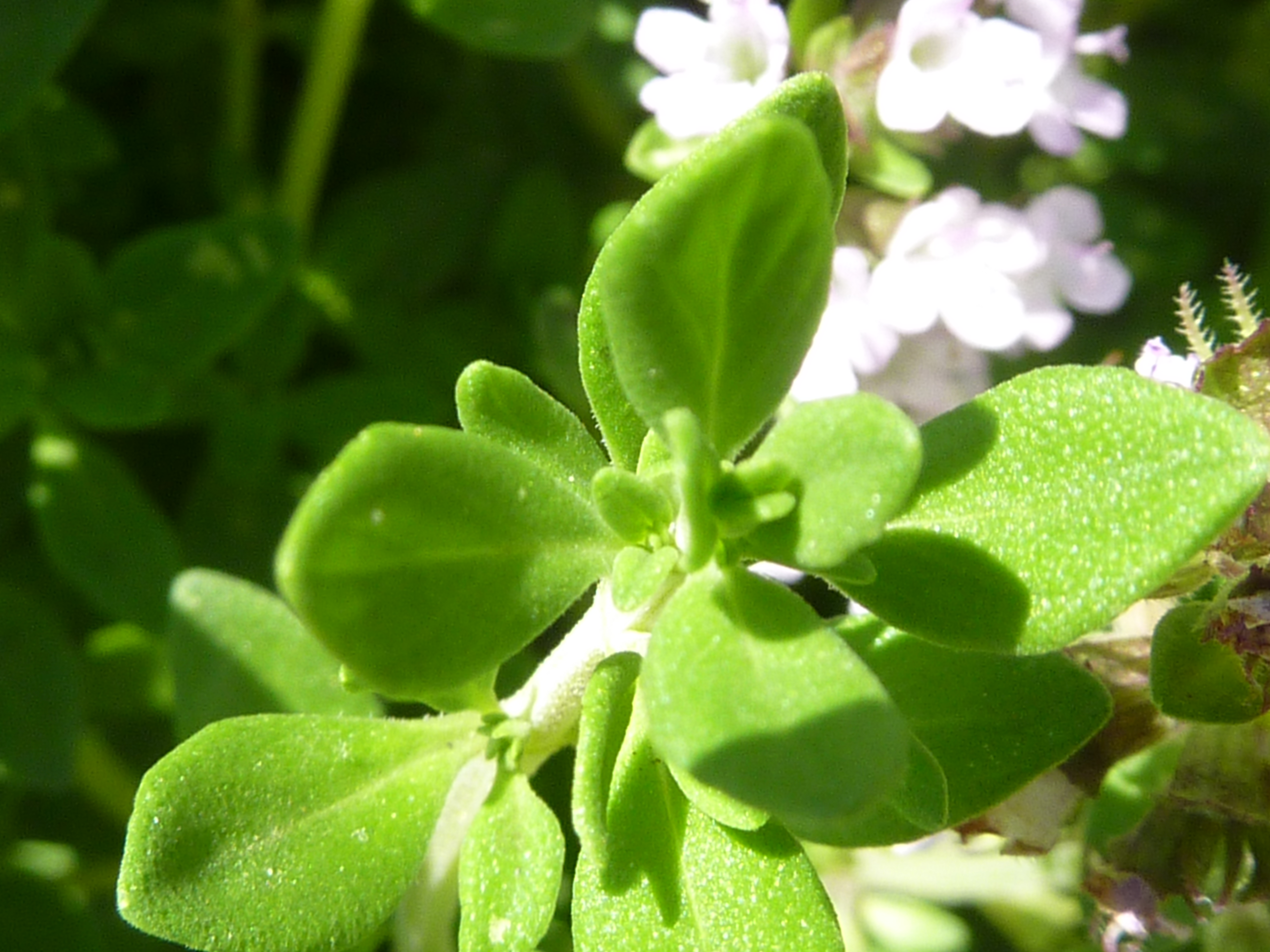
Thym citron, feuilles
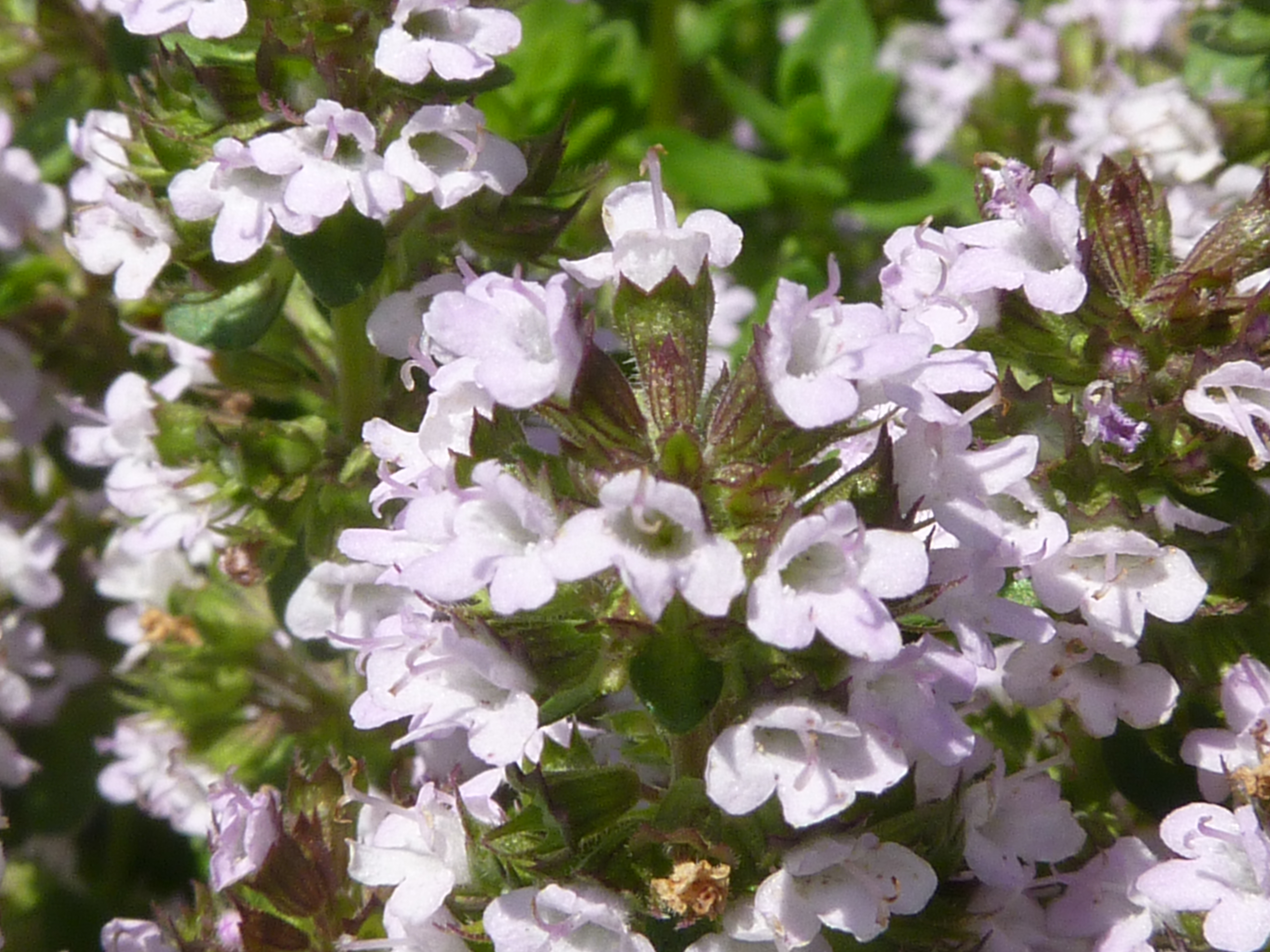
Thym citron, fleurs
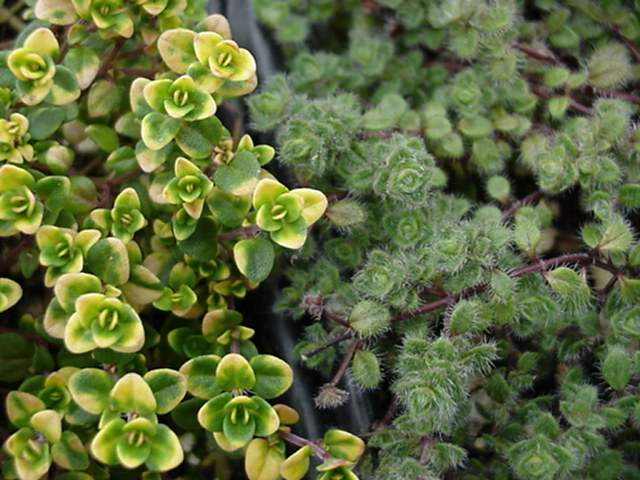
Thym citron à gauche, thym laineux à droite
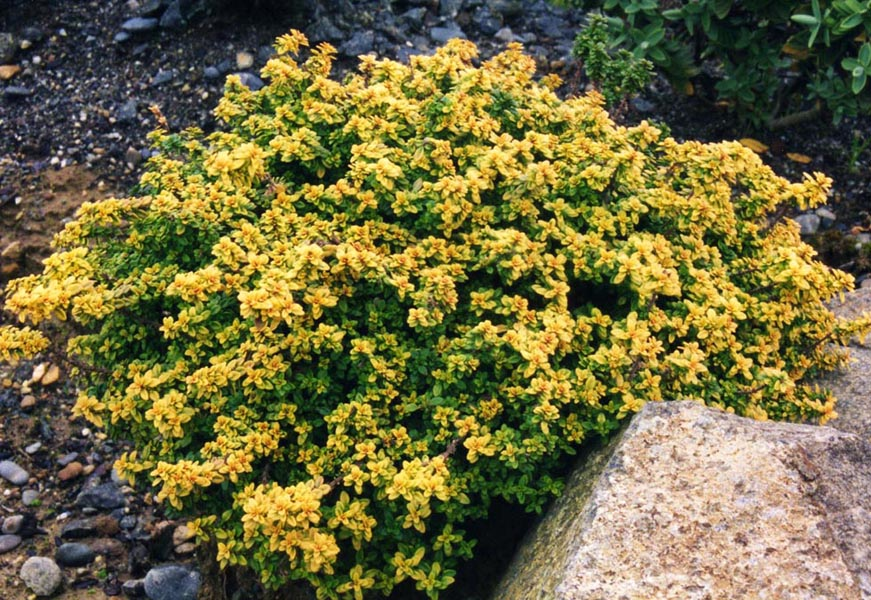
Thym citron var. Aureus
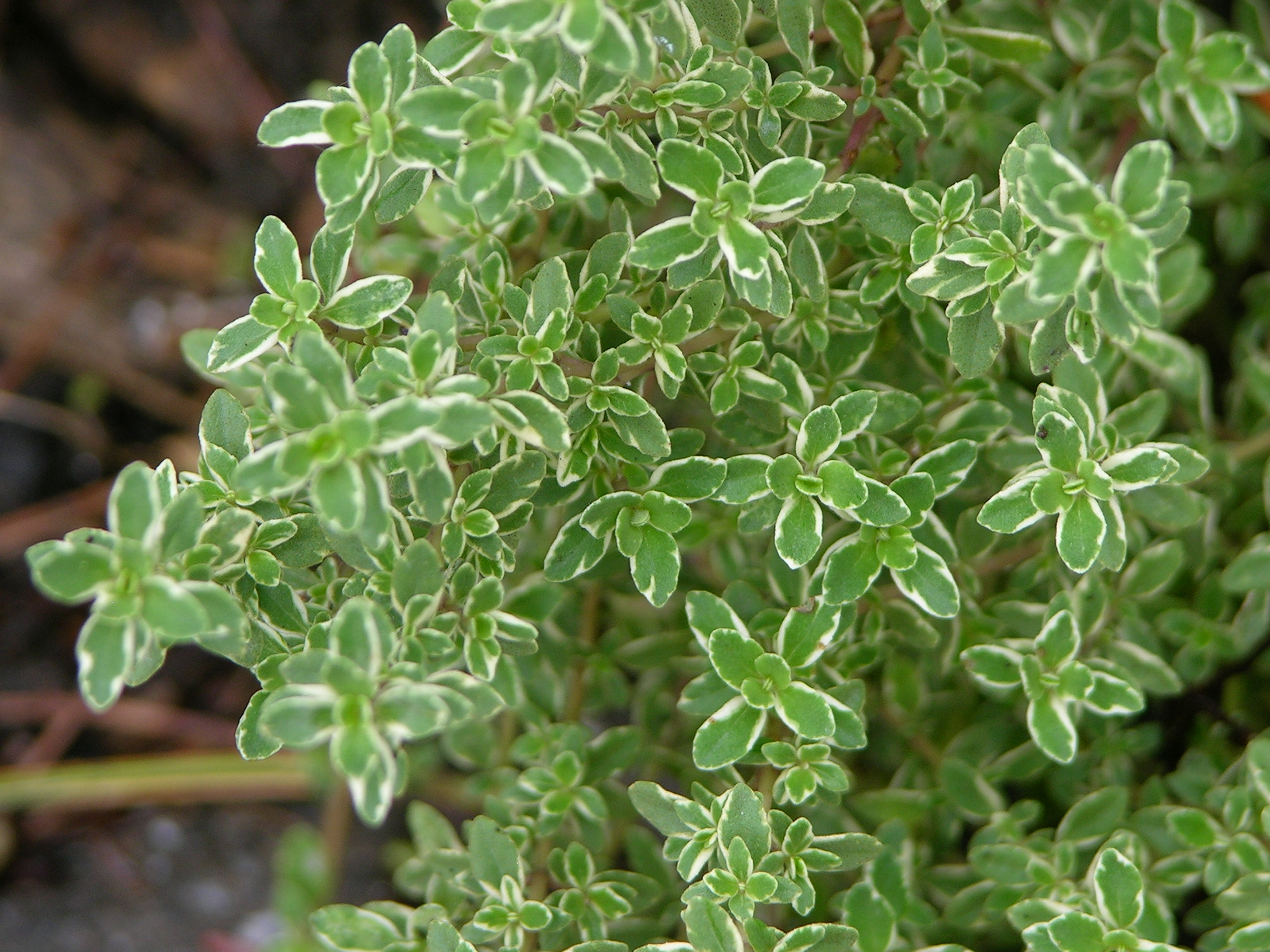
Thym citron à feuilles variégates